# Assentamento Shaker de Whitewater
O Assentamento Shaker de Whitewater (também conhecido como Aldeia Shaker de White Water) é um antigo assentamento shaker perto de New Haven em Crosby, Condado de Hamilton, Ohio, Estados Unidos. Fundado em 1824 e fechado em 1916, foi listado no Registro Nacional de Lugares Históricos em 1974 como um distrito histórico.

## Imagens

Imagens históricas de Aldeia Shaker de White Water
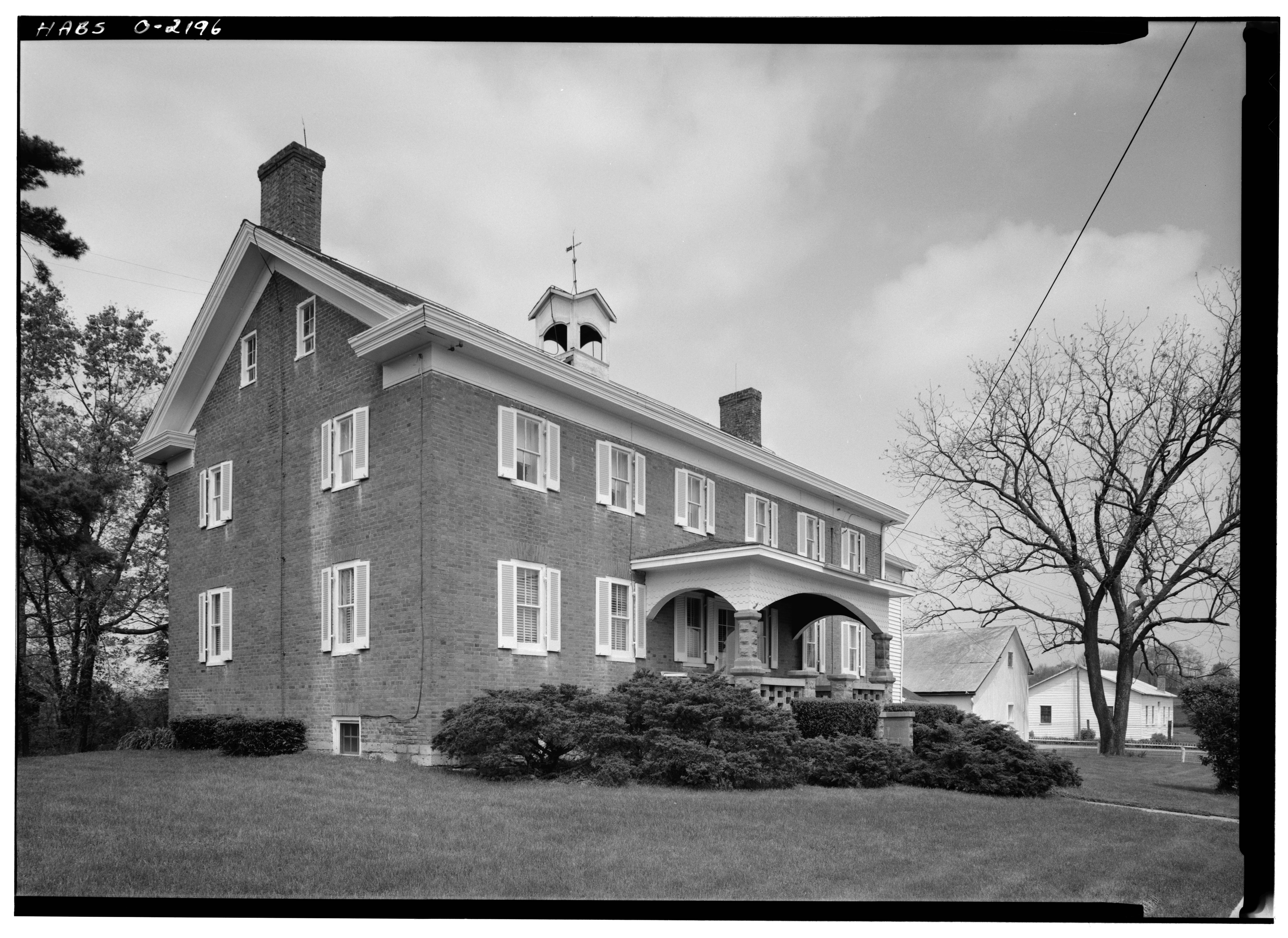
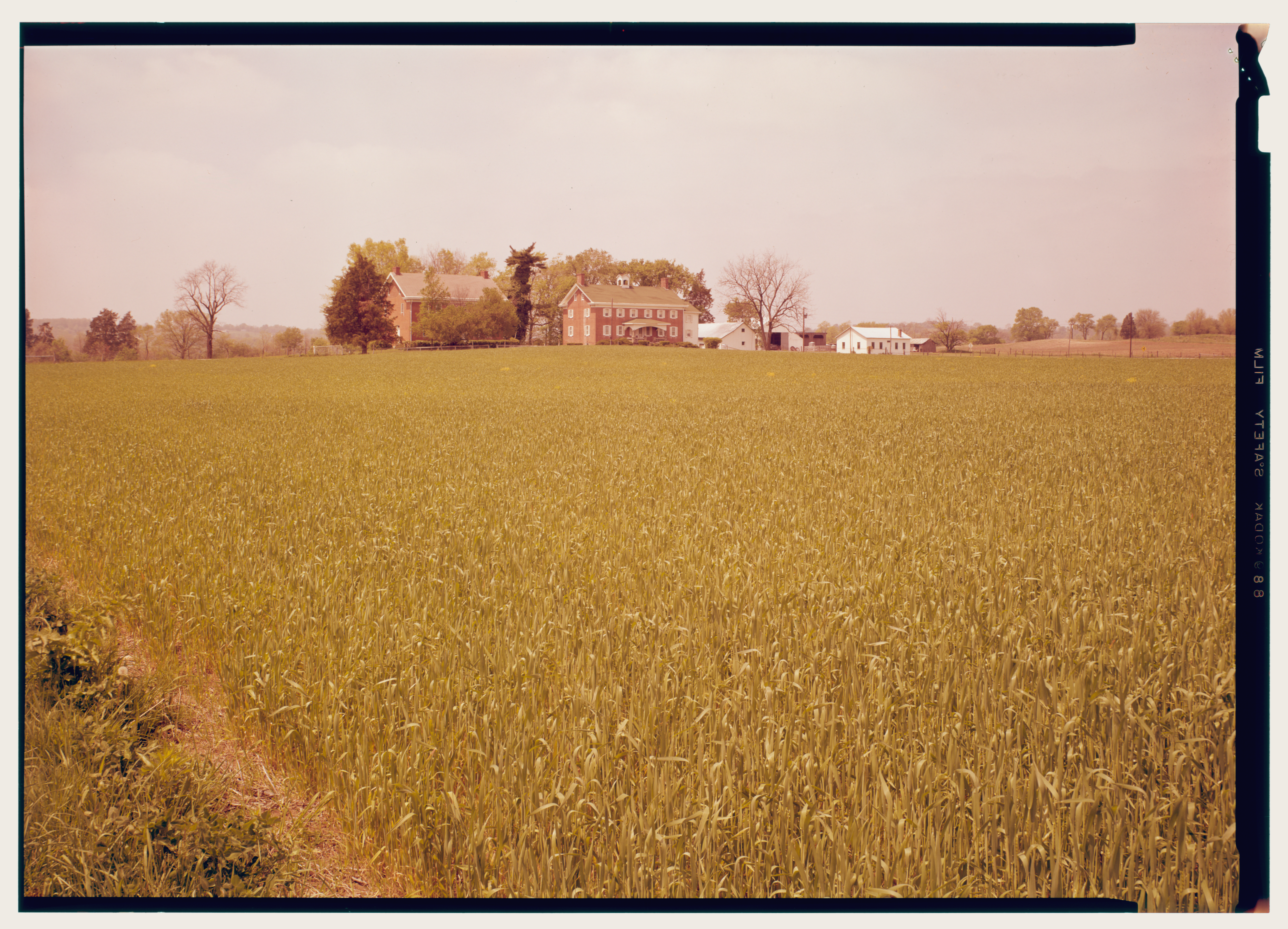
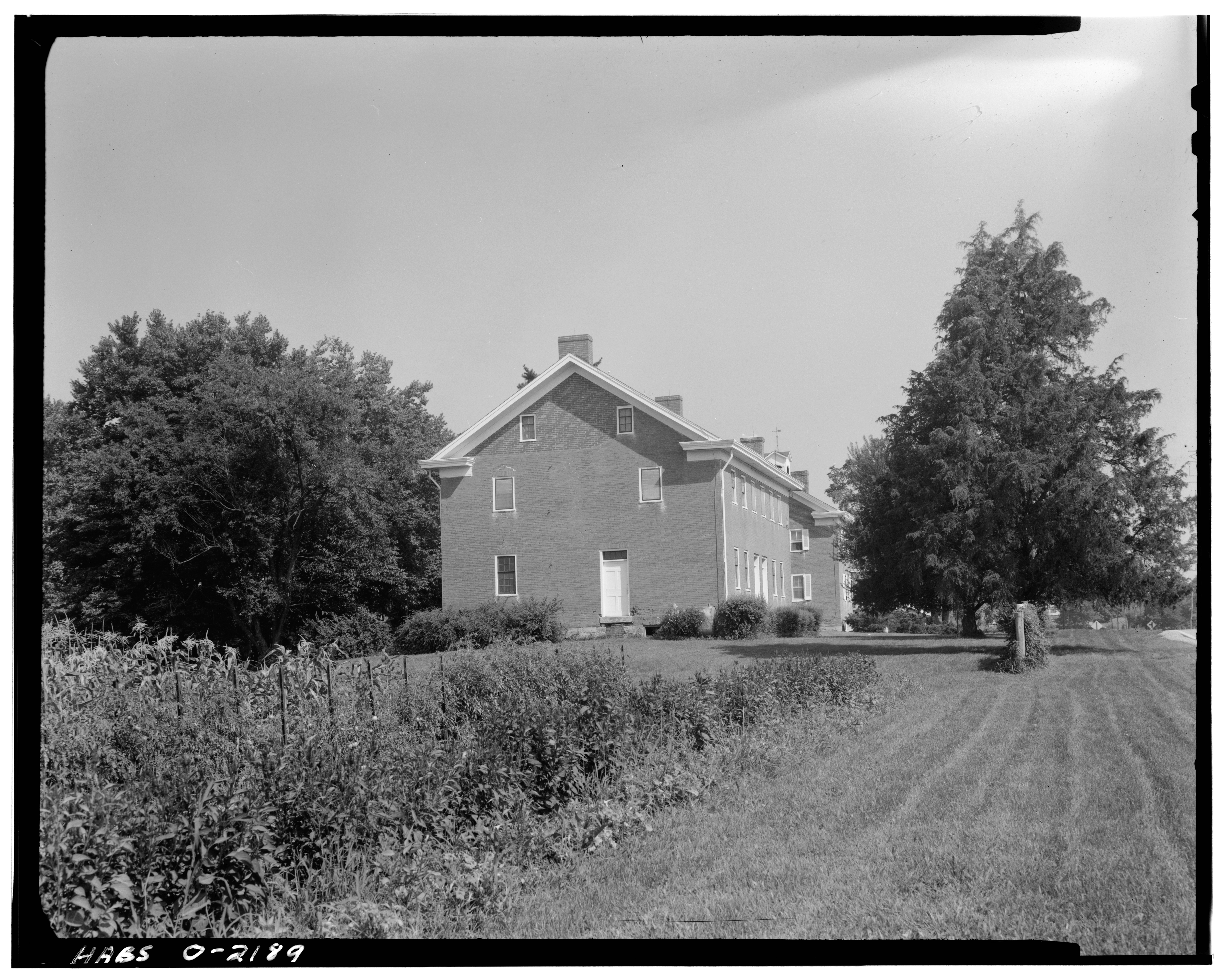
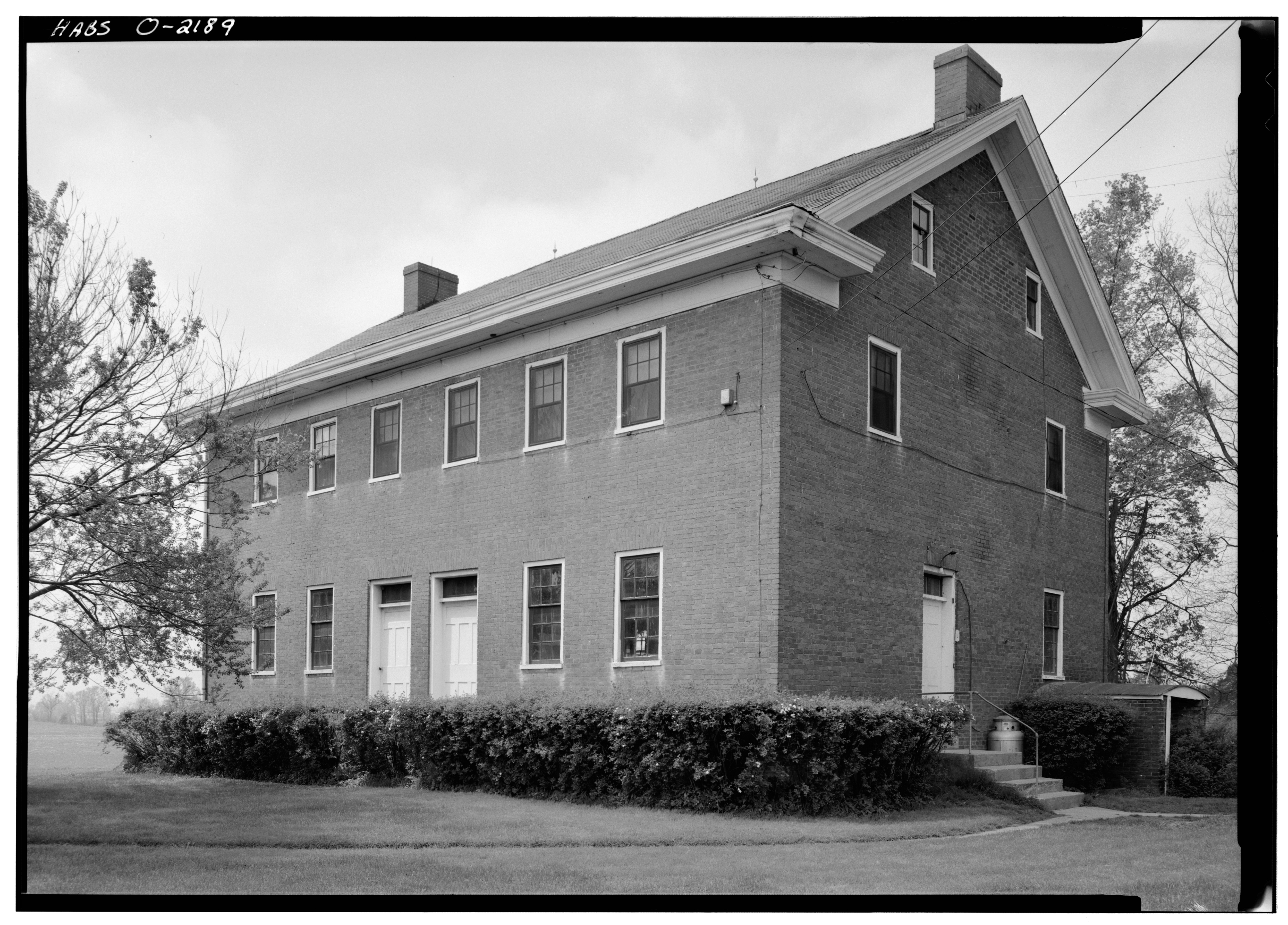
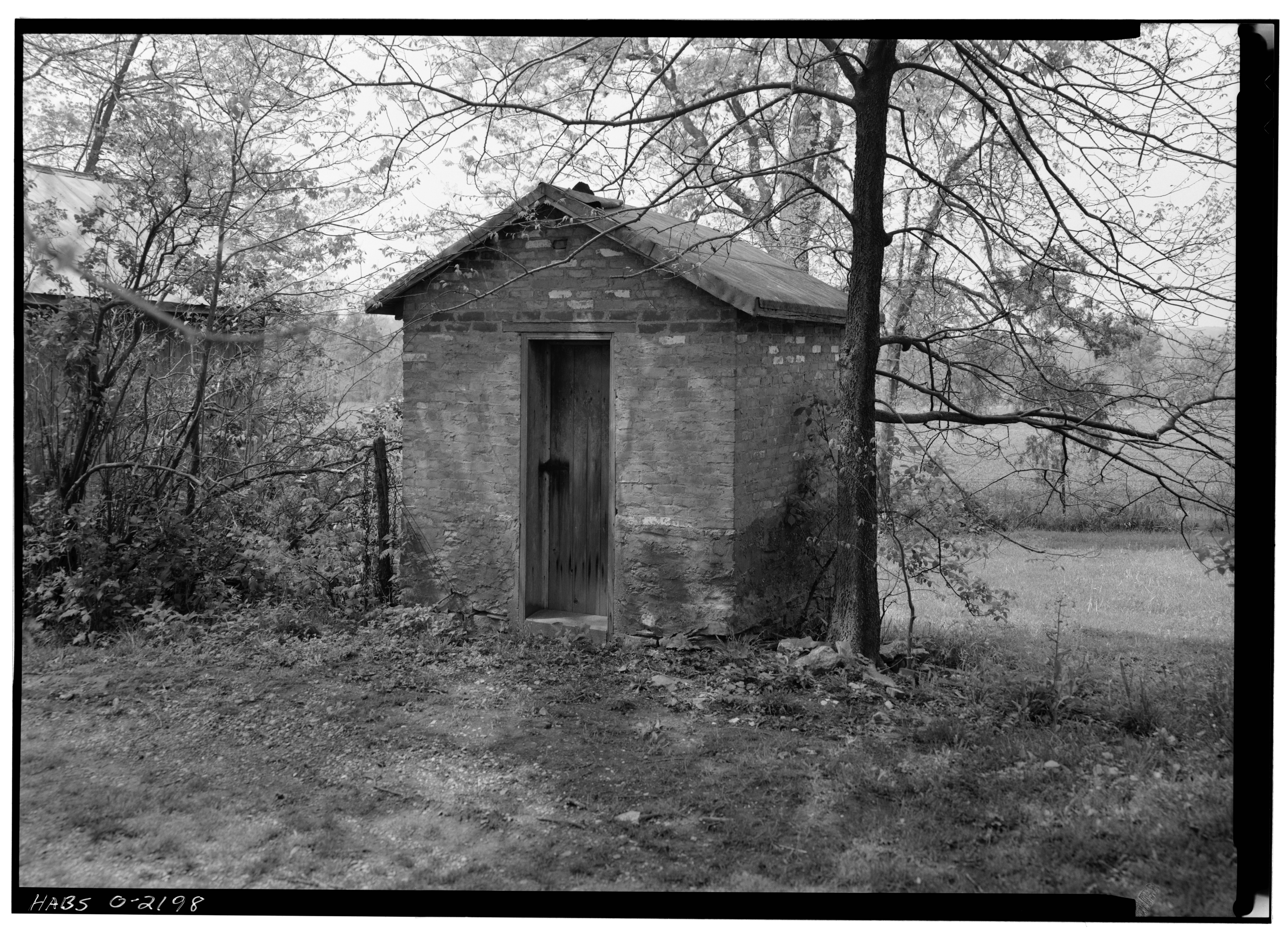
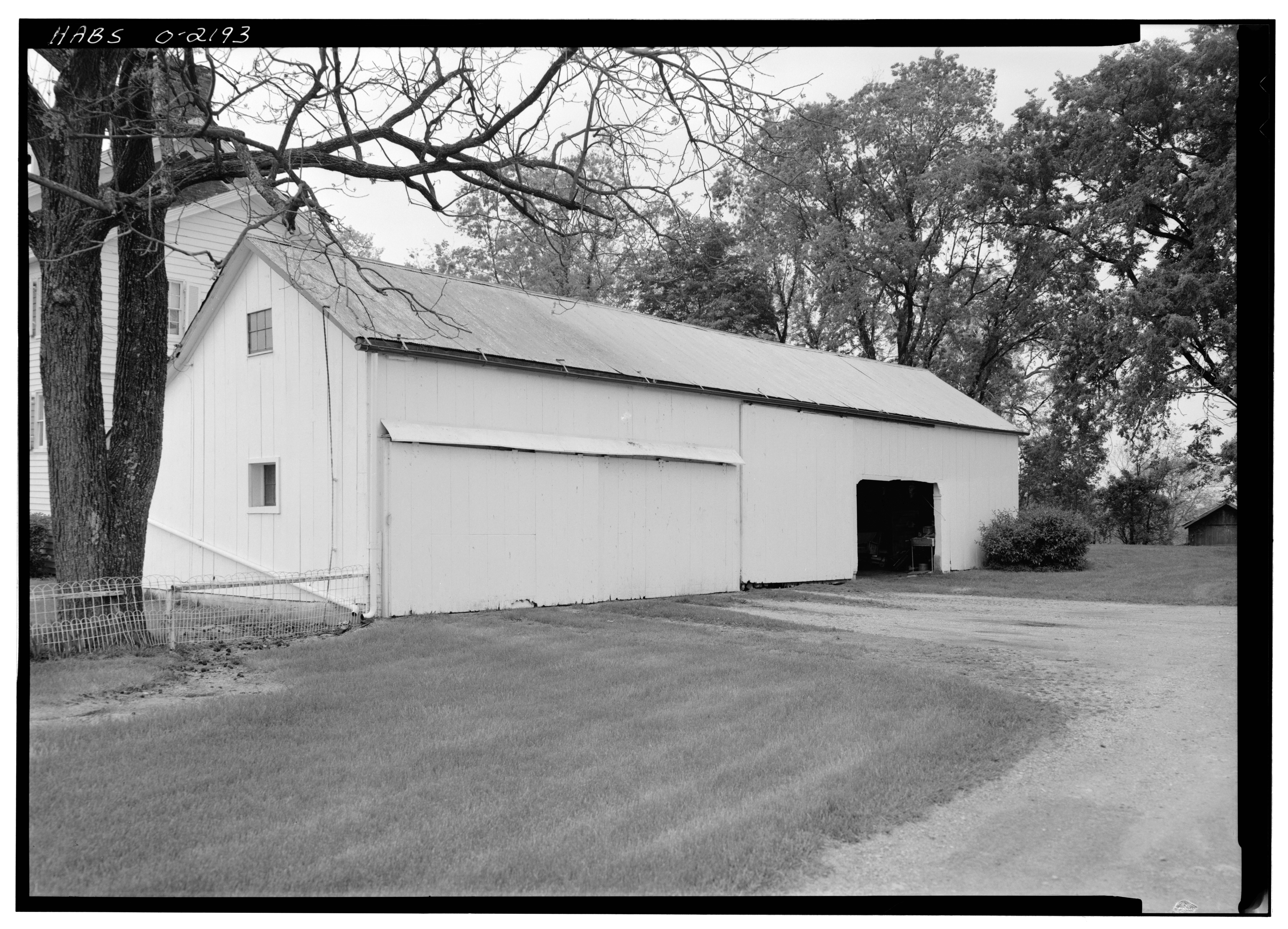
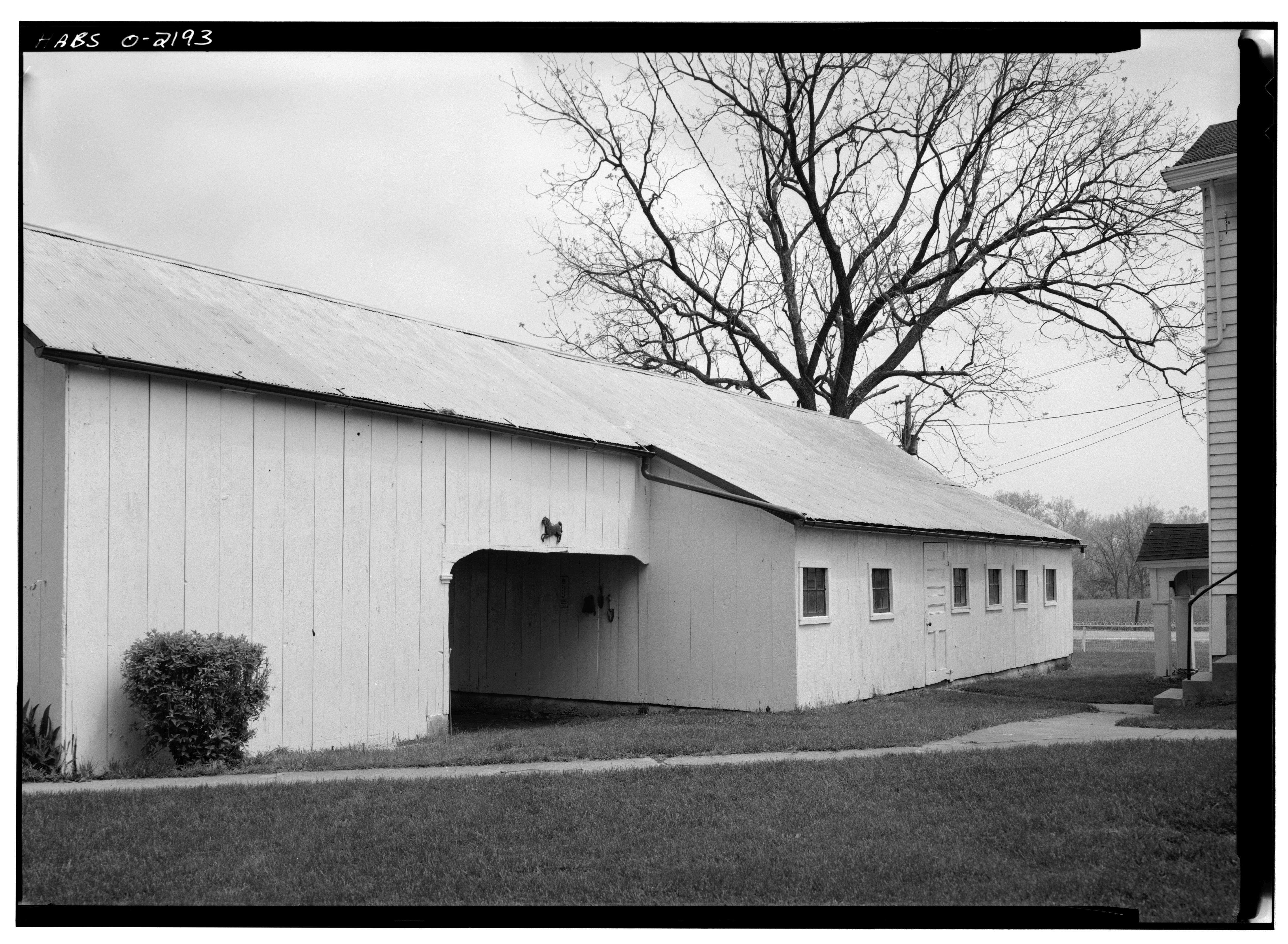
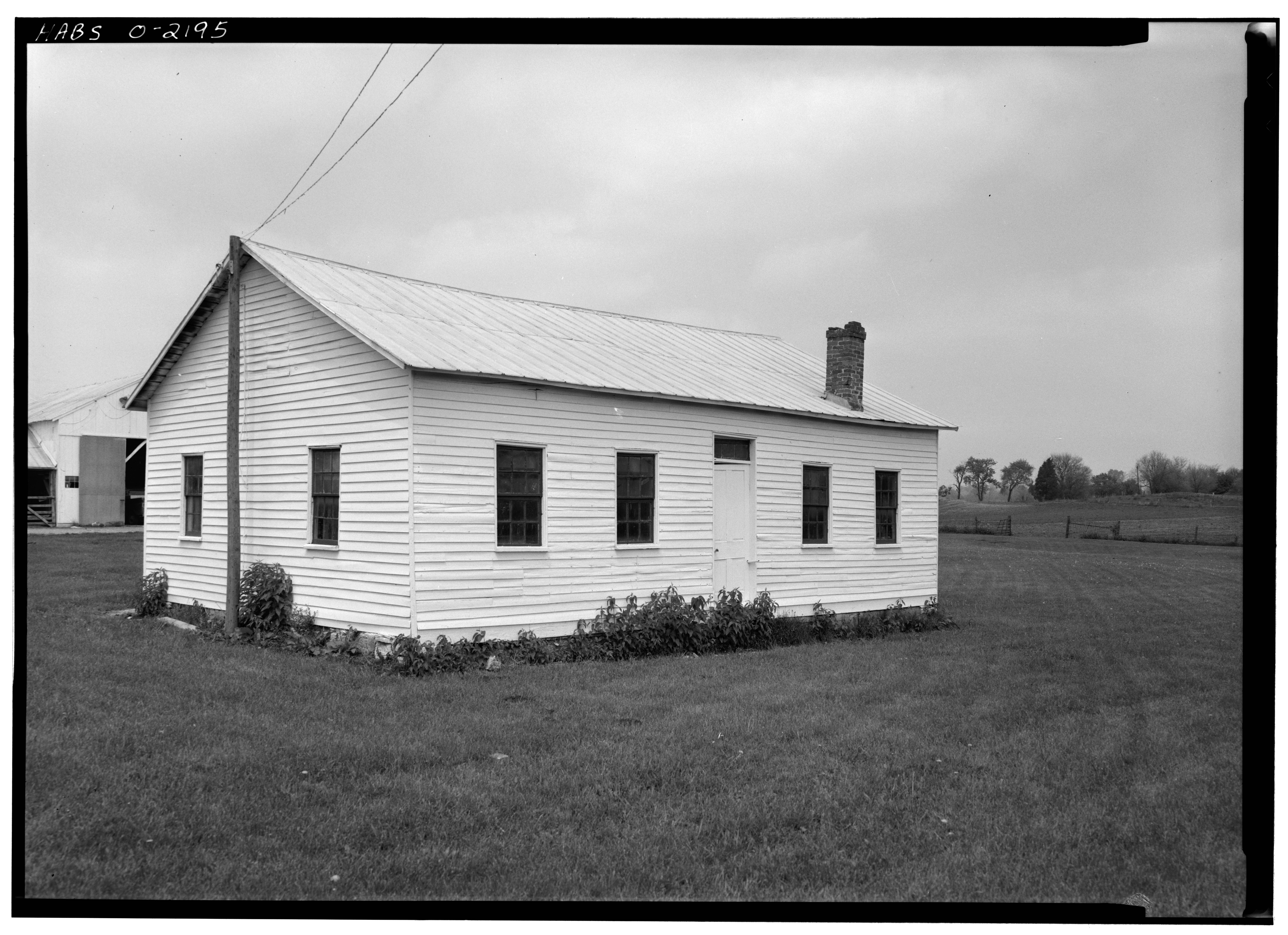
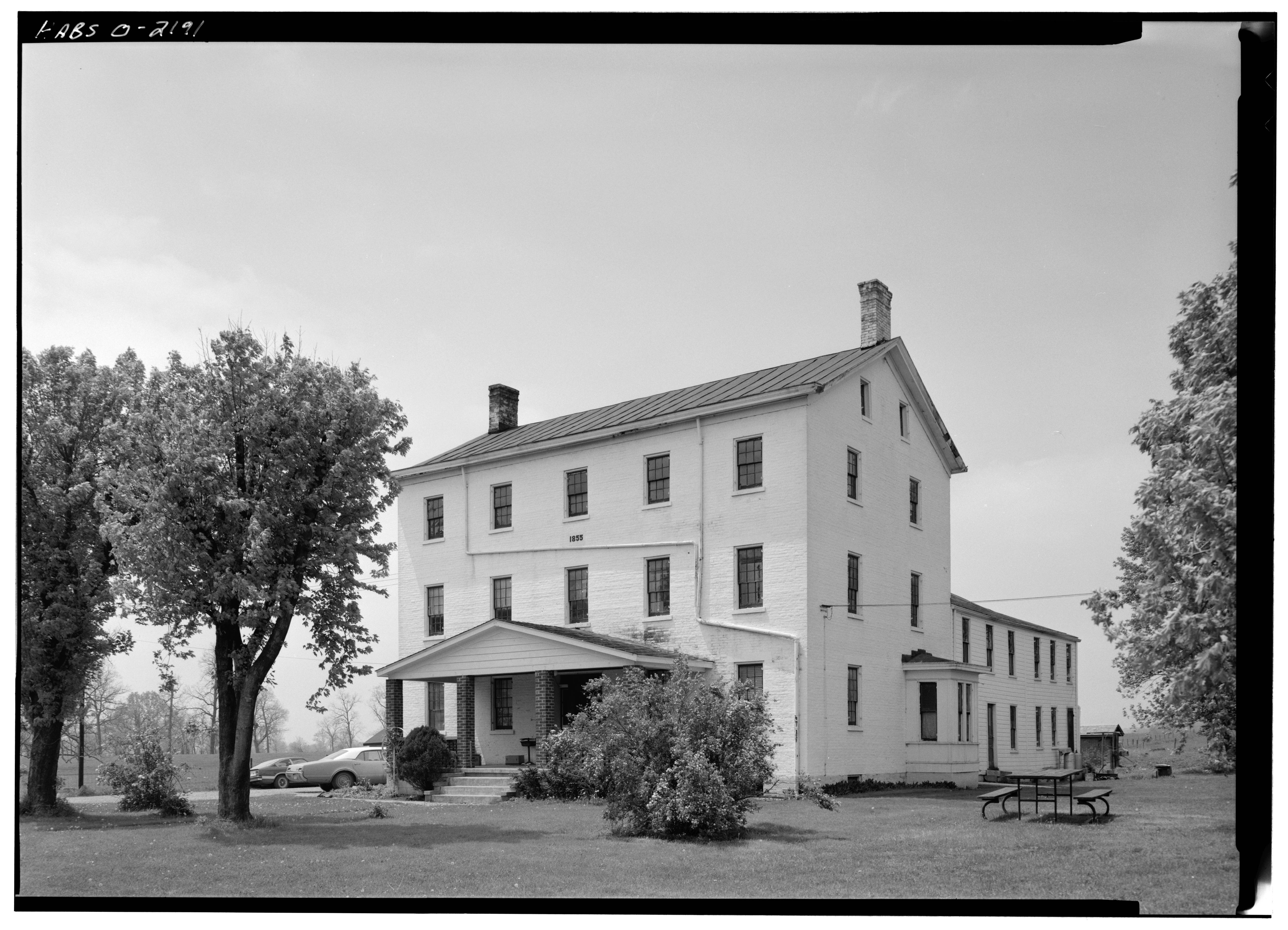
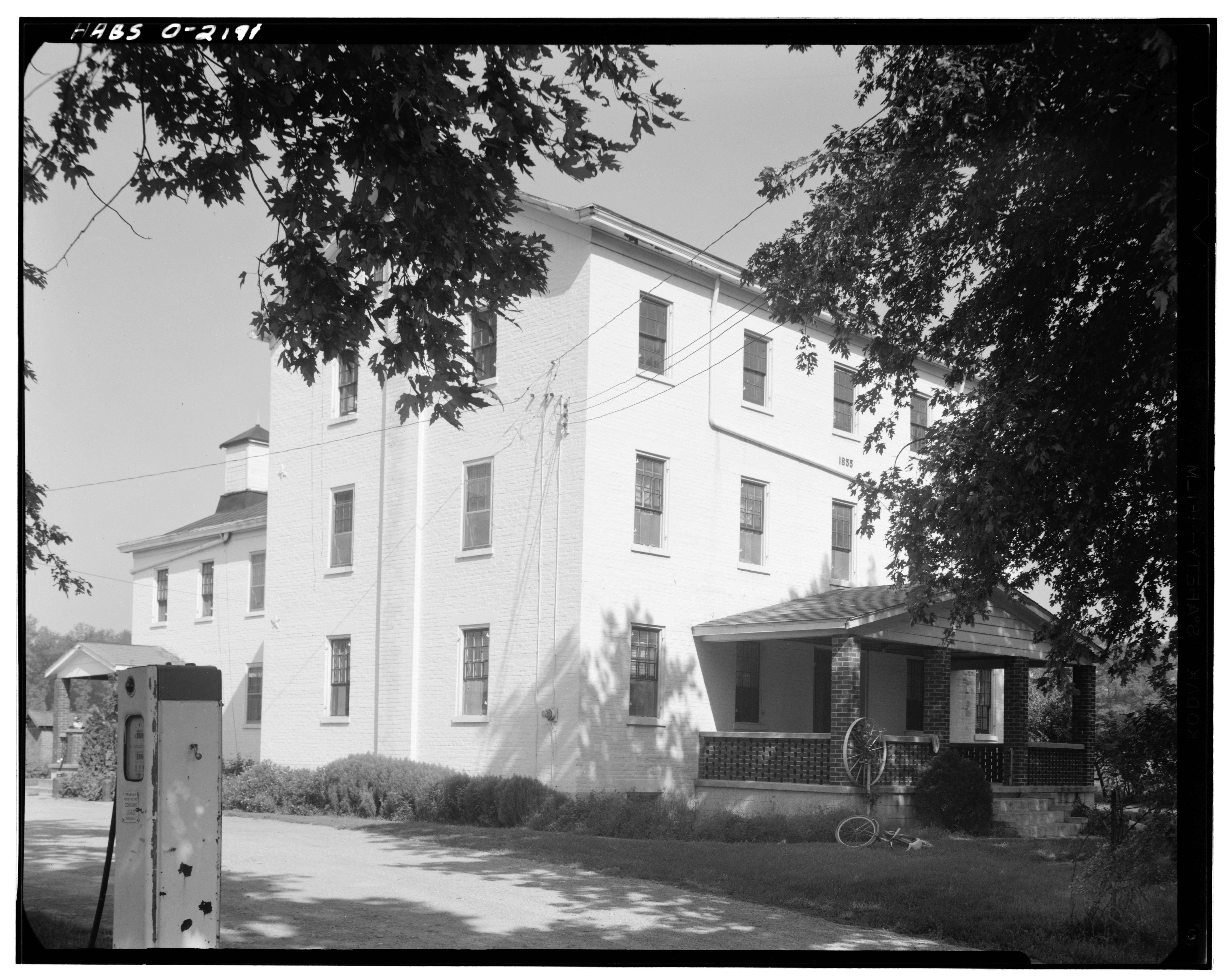
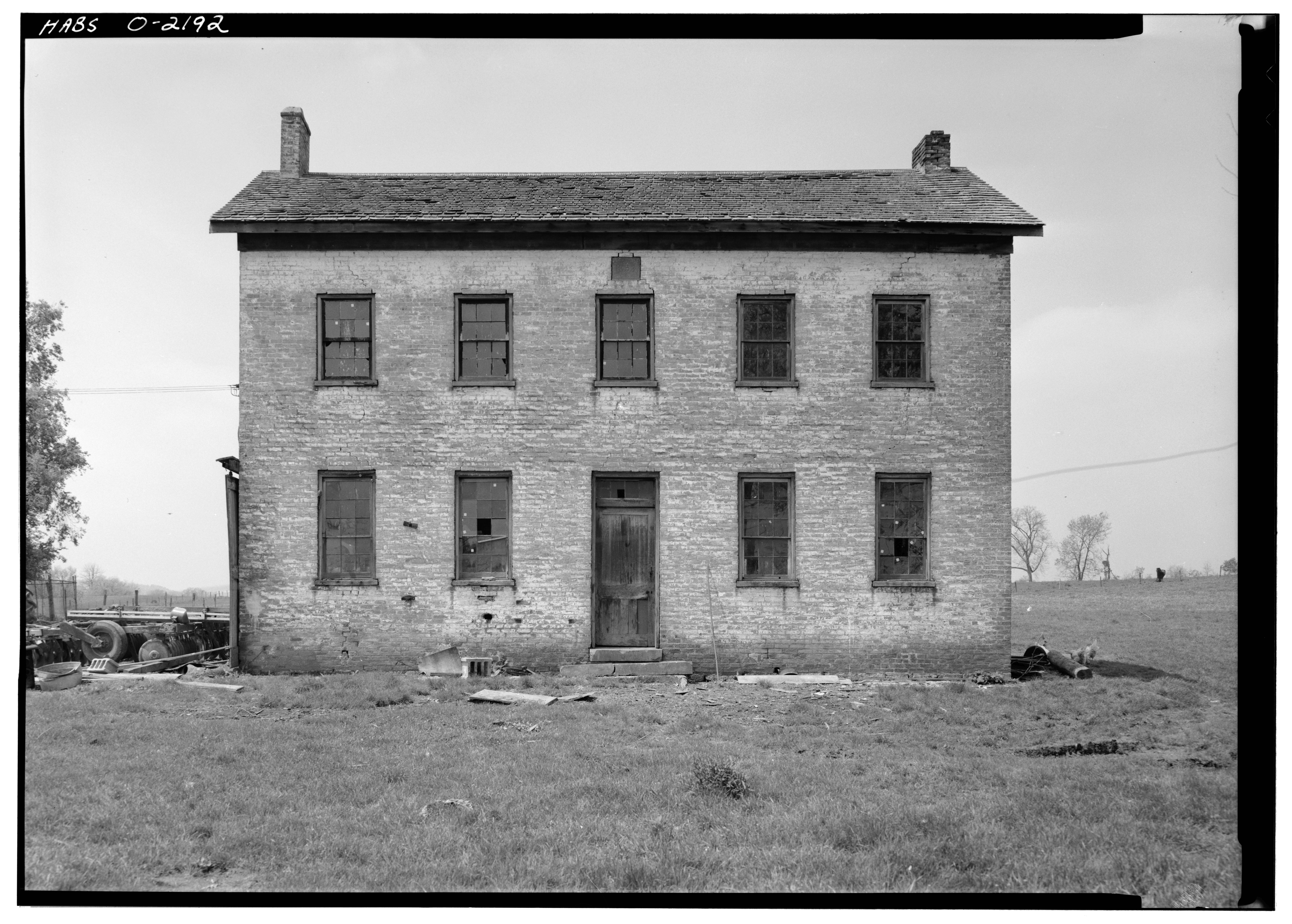
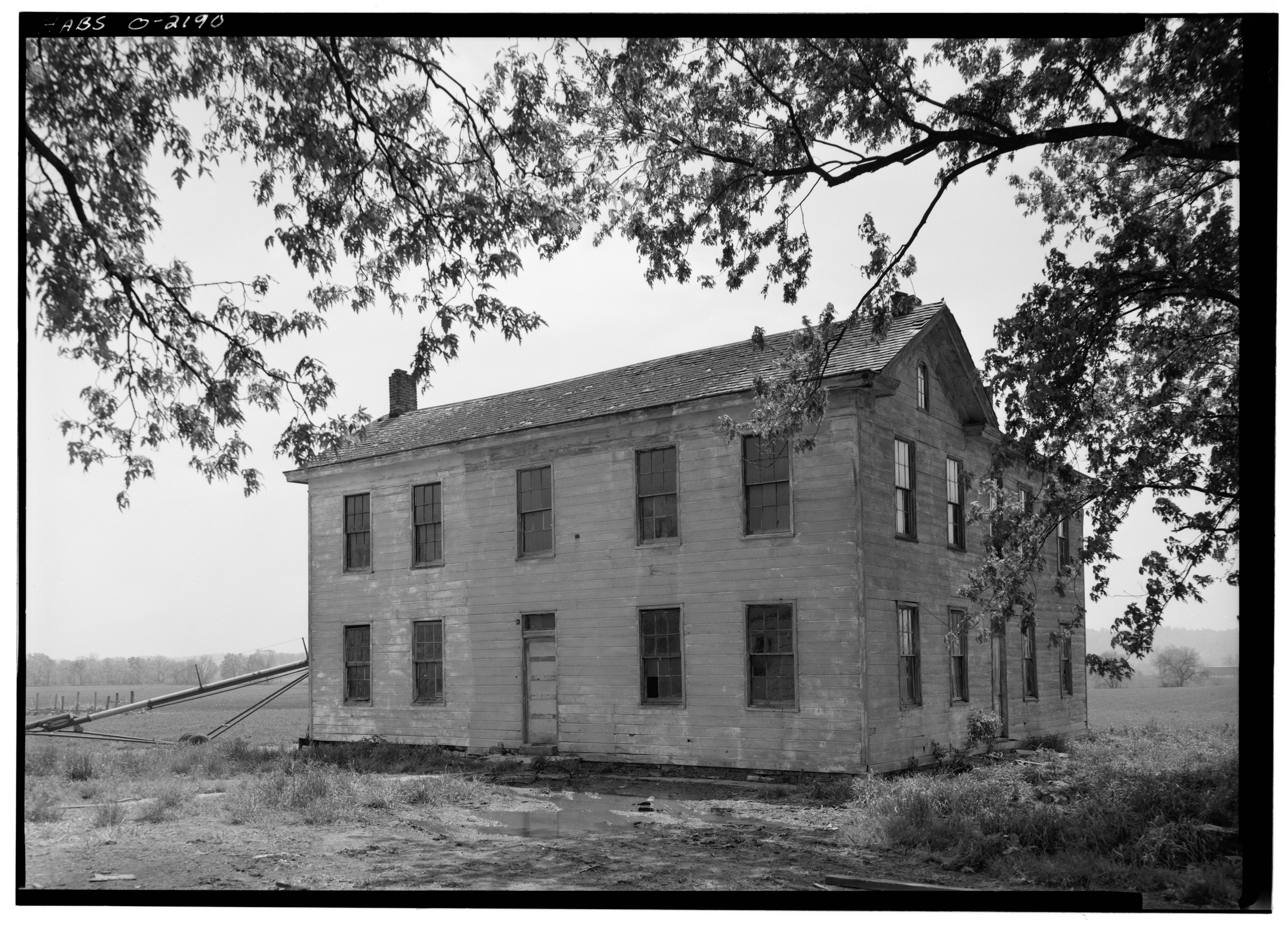
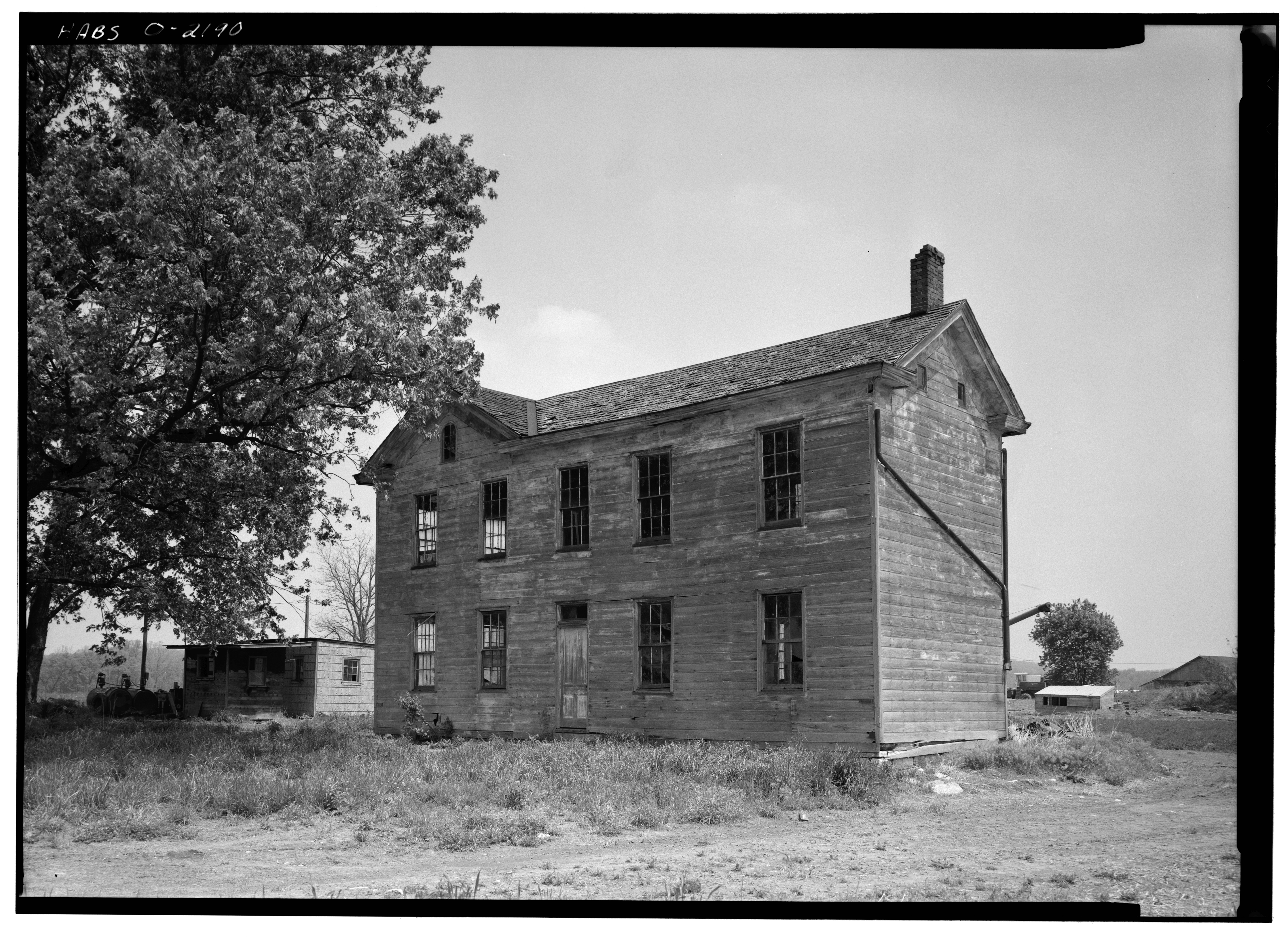
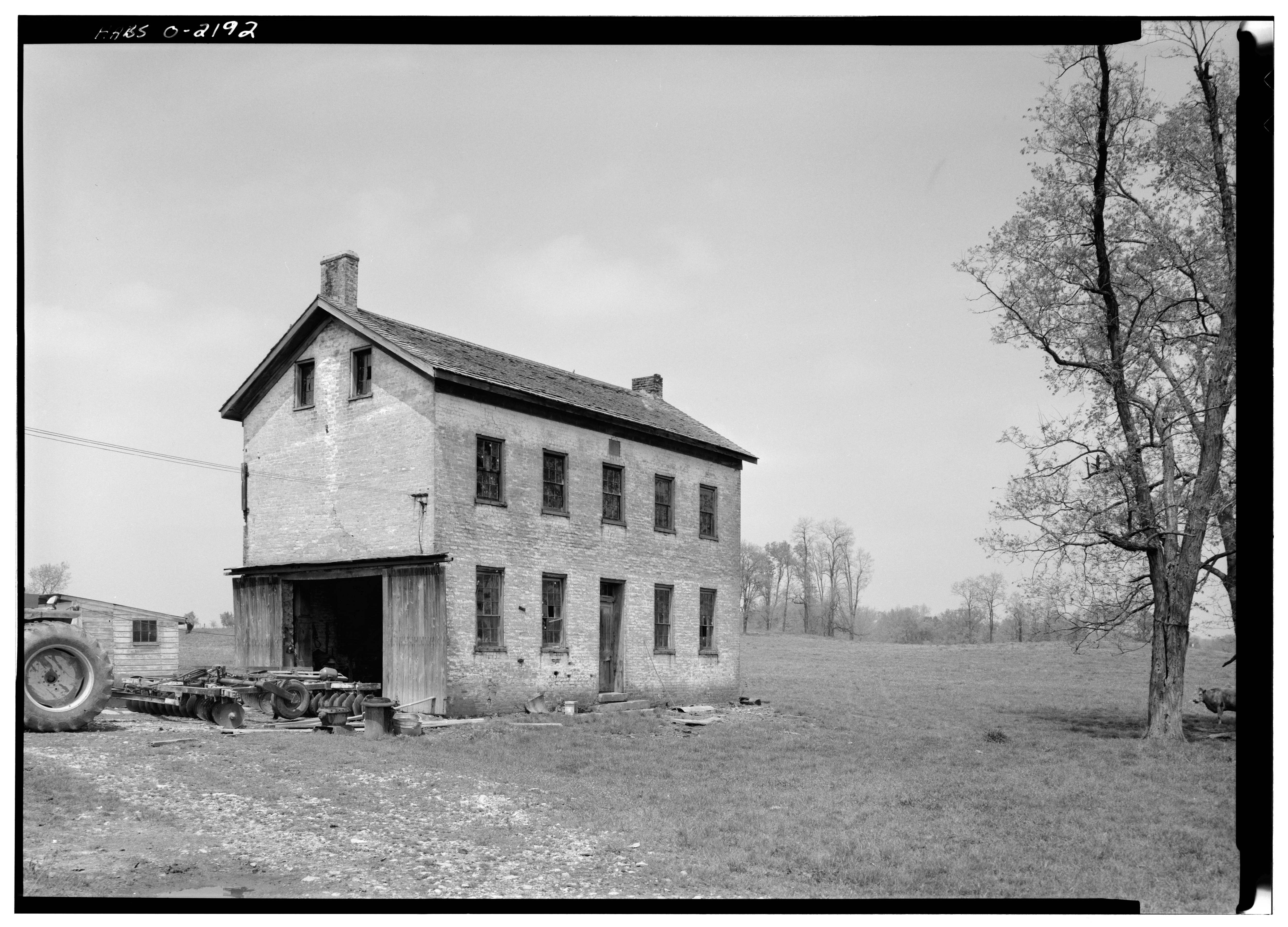
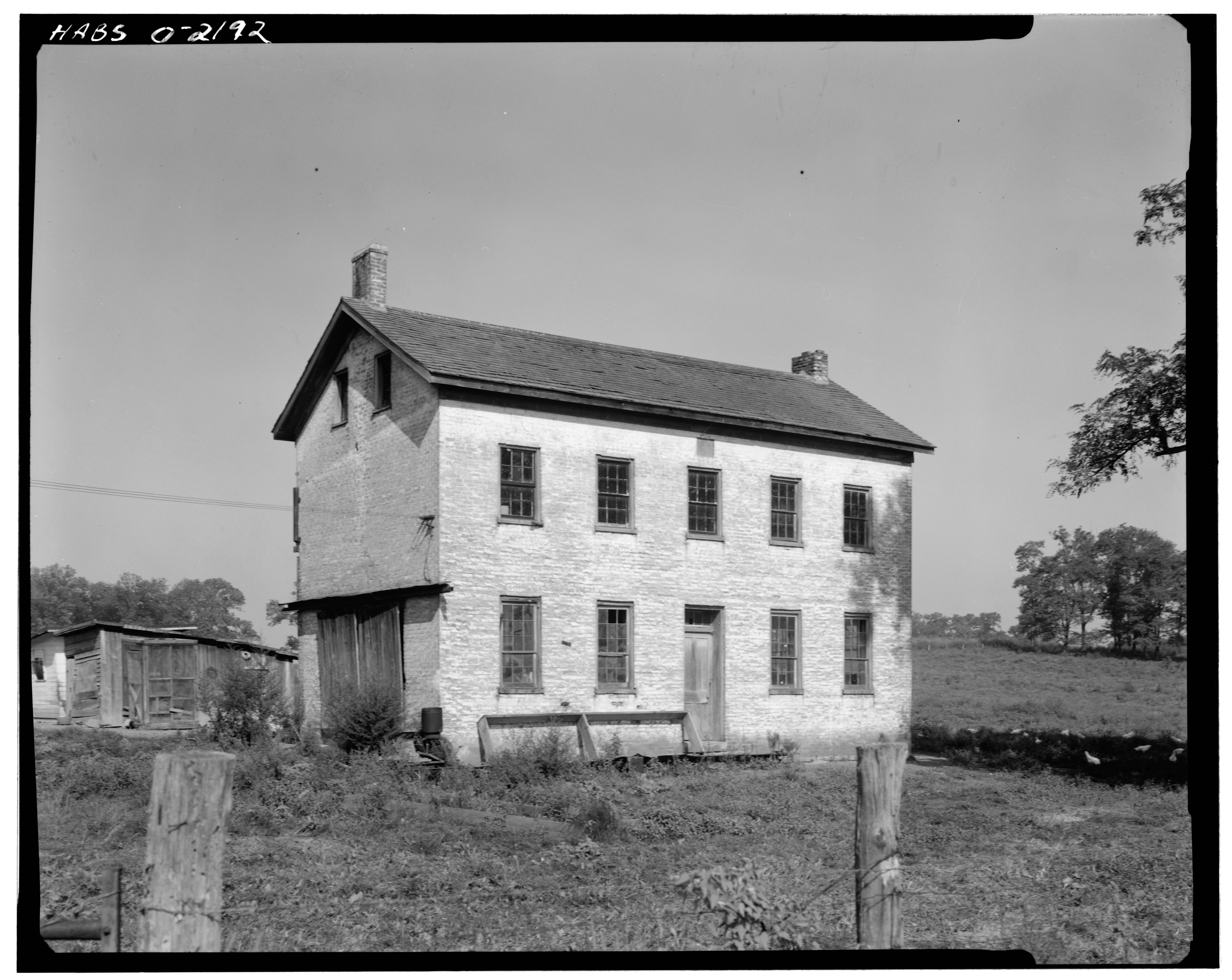
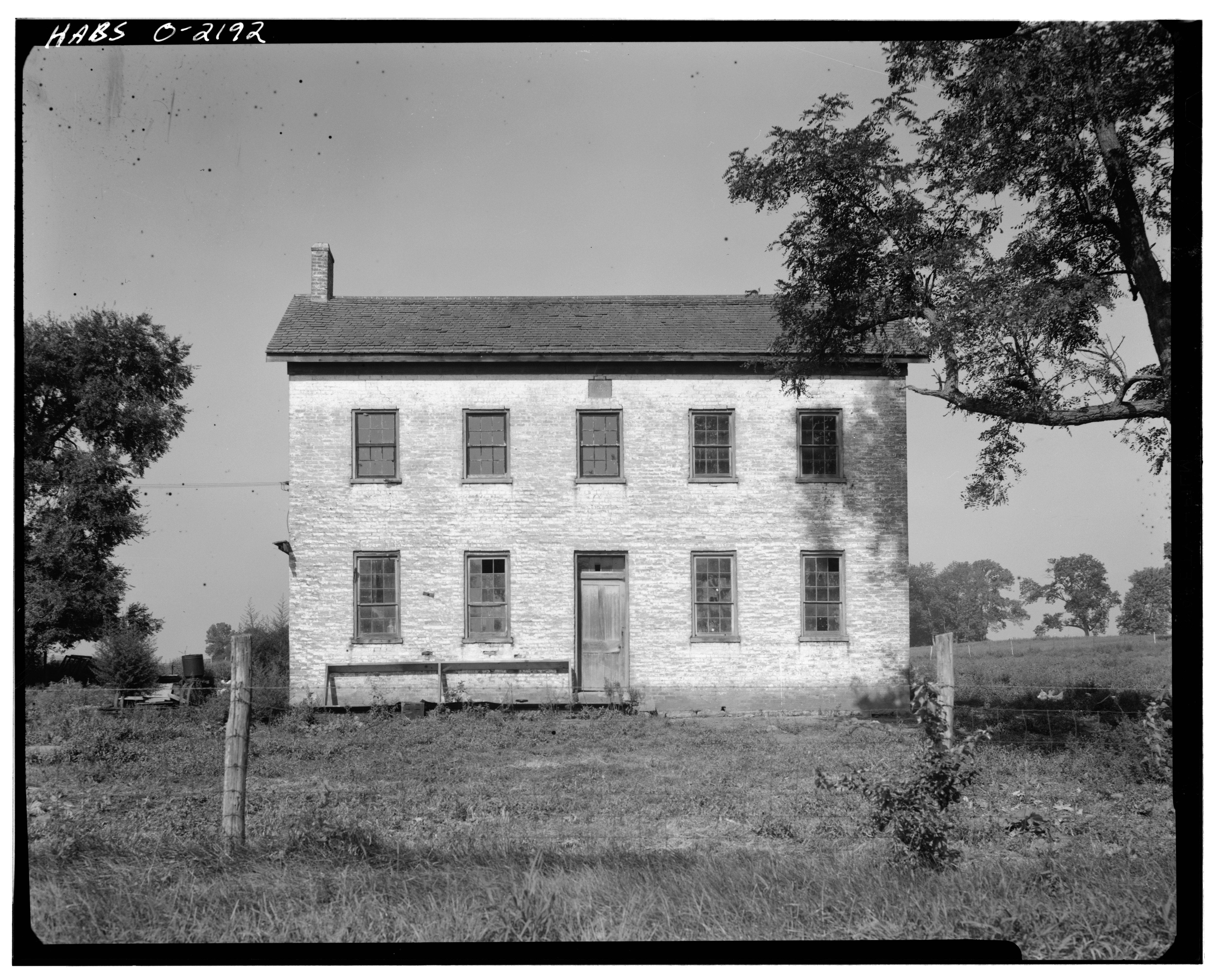
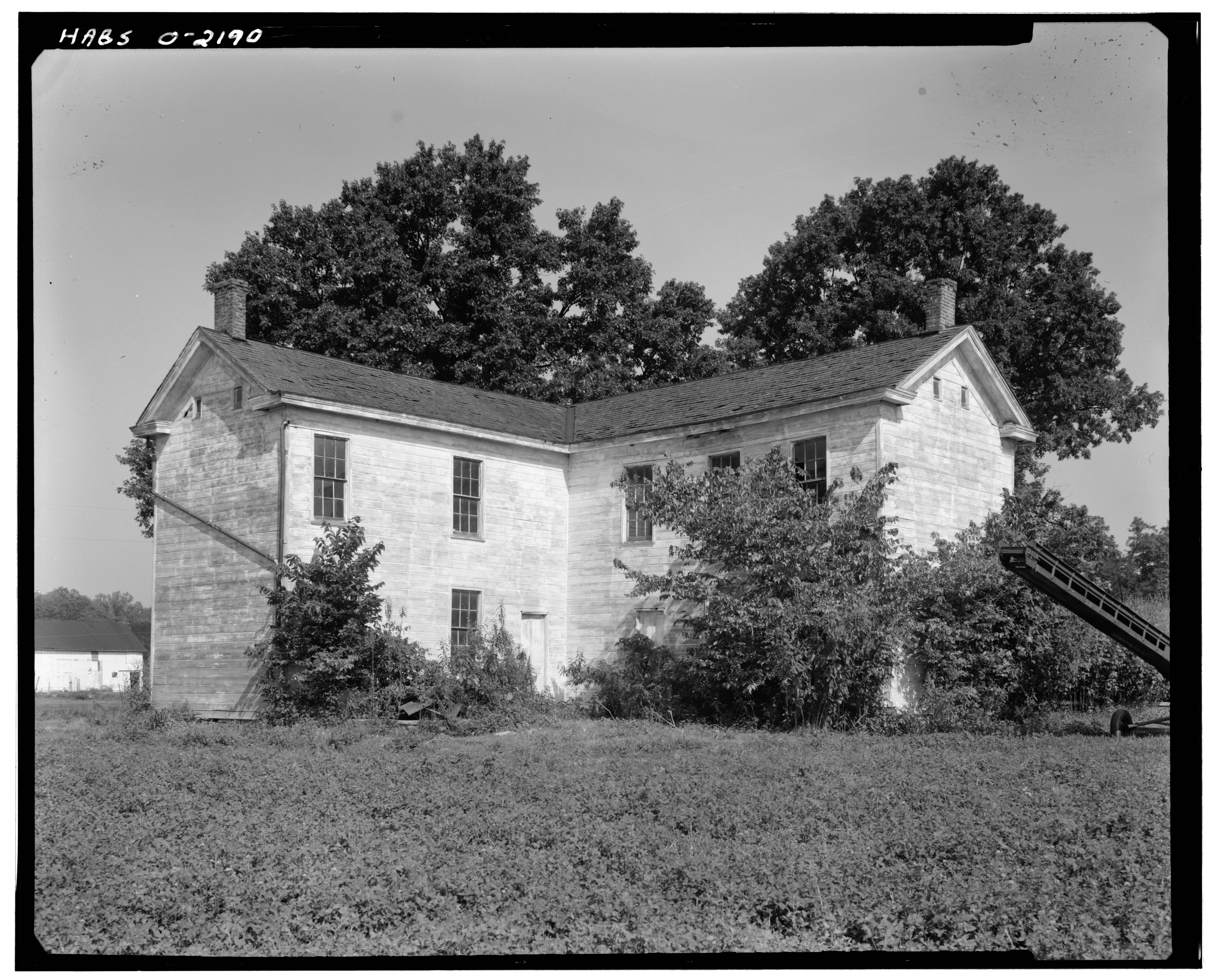
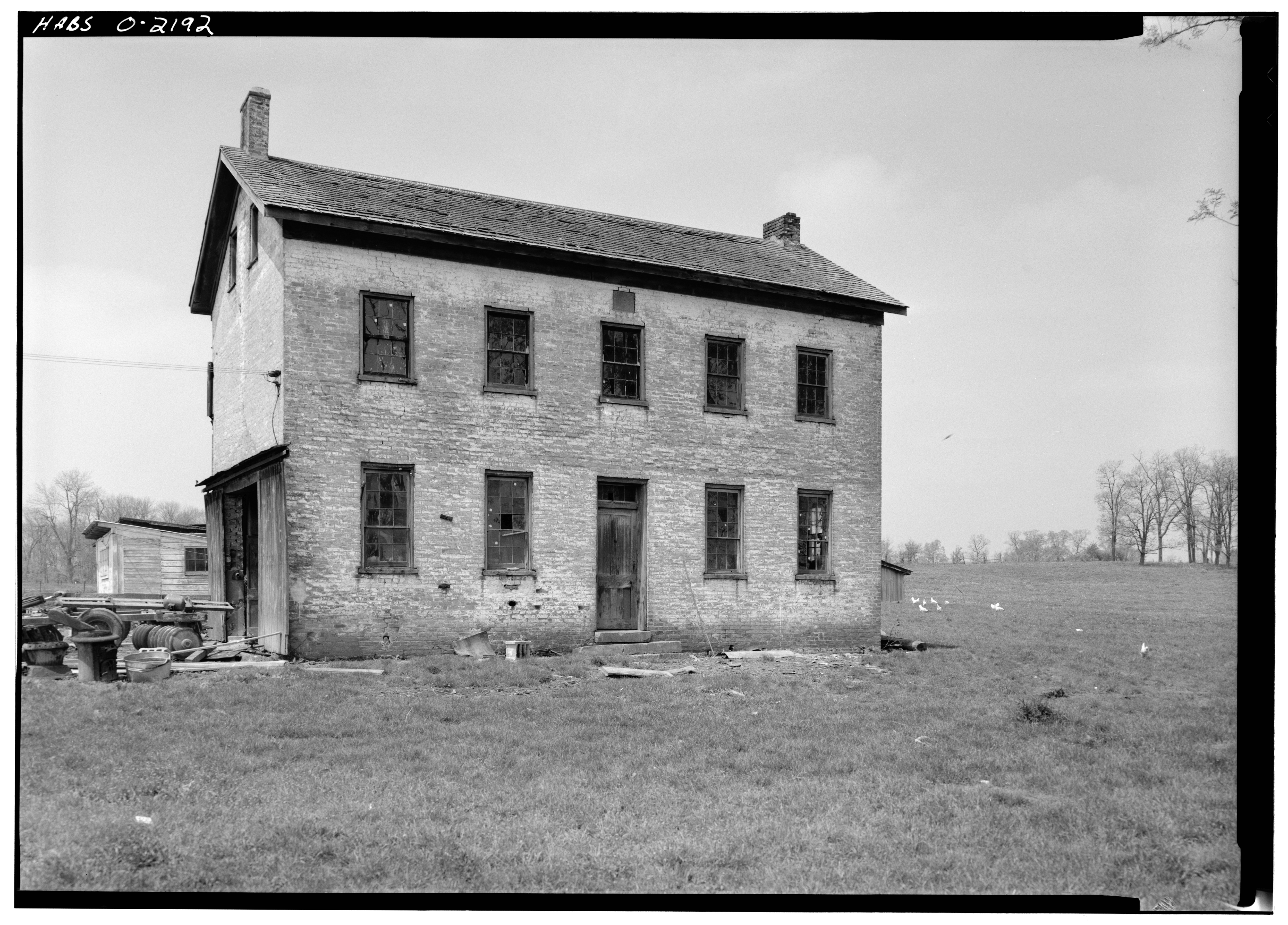

- Ficheiro:Historic_American_Buildings_Survey,_May,_1974_VIEW_FROM_SOUTHEAST._-_Shaker_North_Family,_Dwelling_House,_Oxford_Road,_White_Water_Park,_Hamilton_County,_OH_HABS_OHIO,31-WHIT,5-1.tif
- Ficheiro:GENERAL_VIEW_ACROSS_FARM_FIELD_FROM_SOUTHEAST_(Duplicate_of_HABS_OH-2197-1)_-_Shaker_North_Family,_General_View,_Oxford_Road,_White_Water_Park,_Hamilton_County,_OH_HABS_OHIO,31-WHIT,6-2_(CT).tif
- Ficheiro:Historic_American_Buildings_Survey,_Elmer_R._Pearson,_Photographer,_1968_SIDE_AND_FRONT_ELEVATIONS._-_Shaker_Meetinghouse,_Oxford_Road,_White_Water_Park,_Hamilton_County,_OH_HABS_OHIO,31-WHIT,4-3.tif
- Ficheiro:Historic_American_Buildings_Survey,_May,_1974_ELEVATION_FROM_NORTHEAST._-_Shaker_Meetinghouse,_Oxford_Road,_White_Water_Park,_Hamilton_County,_OH_HABS_OHIO,31-WHIT,4-2.tif
- Ficheiro:Historic_American_Buildings_Survey,_May,_1974_VIEW_FROM_NORTHEAST._-_Shaker_North_Family,_Smokehouse,_Oxford_Road,_White_Water_Park,_Hamilton_County,_OH_HABS_OHIO,31-WHIT,9-1.tif
- Ficheiro:Historic_American_Buildings_Survey,_May,_1974_VIEW_FROM_NORTHEAST._-_Shaker_North_Family,_Woodshed,_Oxford_Road,_White_Water_Park,_Hamilton_County,_OH_HABS_OHIO,31-WHIT,10-1.tif
- Ficheiro:Historic_American_Buildings_Survey,_May,_1974_VIEW_FROM_NORTHWEST._-_Shaker_North_Family,_Woodshed,_Oxford_Road,_White_Water_Park,_Hamilton_County,_OH_HABS_OHIO,31-WHIT,10-2.tif
- Ficheiro:Historic_American_Buildings_Survey,_May,_1974_VIEW_FROM_SOUTHEAST._-_Shaker_North_Family,_Seed_House,_Oxford_Road,_White_Water_Park,_Hamilton_County,_OH_HABS_OHIO,31-WHIT,8-1.tif
- Ficheiro:Historic_American_Buildings_Survey,_May,_1974_VIEW_FROM_NORTHEAST._-_Shaker_Centre_Family,_Trustees'_Office,_Oxford_Road,_White_Water_Park,_Hamilton_County,_OH_HABS_OHIO,31-WHIT,2-1.tif
- Ficheiro:Historic_American_Buildings_Survey,_Elmer_R._Pearson,_Photographer,_1968_ELEVATION,_LOOKING_NORTHEAST._-_Shaker_Centre_Family,_Trustees'_Office,_Oxford_Road,_White_Water_Park,_HABS_OHIO,31-WHIT,2-3.tif
- Ficheiro:Historic_American_Buildings_Survey,_May,_1974_EAST_ELEVATION._-_Shaker_Centre_Family,_Washhouse,_Oxford_Road,_White_Water_Park,_Hamilton_County,_OH_HABS_OHIO,31-WHIT,3-1.tif
- Ficheiro:Historic_American_Buildings_Survey,_May,_1974_VIEW_FROM_NORTHWEST._-_Shaker_Centre_Family,_Broom_Shop,_East_side_of_Oxford_Road,_White_Water_Park,_Hamilton_County,_OH_HABS_OHIO,31-WHIT,1-1.tif
- Ficheiro:Historic_American_Buildings_Survey,_May,_1974_VIEW_FROM_SOUTHWEST._-_Shaker_Centre_Family,_Broom_Shop,_East_side_of_Oxford_Road,_White_Water_Park,_Hamilton_County,_OH_HABS_OHIO,31-WHIT,1-2.tif
- Ficheiro:Historic_American_Buildings_Survey,_May,_1974_VIEW_FROM_SOUTHEAST._-_Shaker_Centre_Family,_Washhouse,_Oxford_Road,_White_Water_Park,_Hamilton_County,_OH_HABS_OHIO,31-WHIT,3-4.tif
- Ficheiro:Historic_American_Buildings_Survey,_Elmer_R._Pearson,_Photographer,_1968_VIEW_LOOKING_NORTHWEST._-_Shaker_Centre_Family,_Washhouse,_Oxford_Road,_White_Water_Park,_Hamilton_County_HABS_OHIO,31-WHIT,3-5.tif
- Ficheiro:Historic_American_Buildings_Survey,_Elmer_R._Pearson,_Photographer,_1968_ELEVATION,_LOOKING_WEST._-_Shaker_Centre_Family,_Washhouse,_Oxford_Road,_White_Water_Park,_Hamilton_HABS_OHIO,31-WHIT,3-2.tif
- Ficheiro:Historic_American_Buildings_Survey,_Elmer_R._Pearson,_Photographer,_1968_ELEVATION,_LOOKING_NORTHWEST._-_Shaker_Centre_Family,_Broom_Shop,_East_side_of_Oxford_Road,_White_Water_HABS_OHIO,31-WHIT,1-3.tif
- Ficheiro:Historic_American_Buildings_Survey,_May,_1974_VIEW_FROM_SOUTHEAST._-_Shaker_Centre_Family,_Washhouse,_Oxford_Road,_White_Water_Park,_Hamilton_County,_OH_HABS_OHIO,31-WHIT,3-3.tif